# Real Madrid Baloncesto 2002-2003
Questa voce raccoglie le informazioni riguardanti il Real Madrid Baloncesto nelle competizioni ufficiali della stagione 2002-2003.

## Stagione
La stagione 2002-2003 del Real Madrid Baloncesto è la 47ª nel massimo campionato spagnolo di pallacanestro, la Liga ACB.

## Roster
Aggiornato al 22 novembre 2021.
| Real Madrid 2002-03 | Real Madrid 2002-03 |
| Giocatori           | Staff tecnico       |
| ------------------- | ------------------- |

| N. | Naz.                                               | Ruolo | Nome                      | Anno | Alt.   | Peso   |  |
| -- | -------------------------------------------------- | ----- | ------------------------- | ---- | ------ | ------ |  |
| 4  | Spagna (bandiera)                                  | P     | Raúl Mena                 | 1982 | 176 cm |        |  |
| 5  | Stati Uniti (bandiera)                             | P     | Michael Hawkins           | 1972 | 182 cm | 81 kg  |  |
| 5  | Croazia (bandiera)                                 | P     | Damir Mulaomerović        | 1974 | 195 cm | 89 kg  |  |
| 6  | Stati Uniti (bandiera)                             | AC    | Derrick Alston            | 1972 | 208 cm | 103 kg |  |
| 7  | Spagna (bandiera)                                  | AP    | Lucio Angulo              | 1973 | 198 cm | 93 kg  |  |
| 8  | Argentina (bandiera) · Spagna (bandiera)           | P     | Lucas Victoriano          | 1977 | 190 cm | 88 kg  |  |
| 9  | Francia (bandiera)                                 | GA    | Alain Digbeu              | 1975 | 197 cm | 95 kg  |  |
| 11 | Spagna (bandiera)                                  | AP    | Alberto Herreros (C)      | 1969 | 200 cm | 98 kg  |  |
| 12 | Serbia e Montenegro (bandiera) · Grecia (bandiera) | C     | Dragan Tarlać             | 1973 | 211 cm | 122 kg |  |
| 13 | Polonia (bandiera) · Svezia (bandiera)             | C     | Maciej Lampe              | 1985 | 210 cm | 120 kg |  |
| 14 | Spagna (bandiera)                                  | C     | Alfonso Reyes             | 1971 | 202 cm | 120 kg |  |
| 15 | Spagna (bandiera)                                  | A     | Álex Mumbrú               | 1979 | 202 cm | 102 kg |  |
| 16 | Spagna (bandiera)                                  | C     | Eduardo Hernández-Sonseca | 1983 | 211 cm | 105 kg |  |
| 17 | Francia (bandiera)                                 | A     | Samuel Nadeau             | 1982 | 199 cm |        |  |
| 20 | Spagna (bandiera)                                  | P     | Roberto Núñez             | 1978 | 192 cm | 82 kg  |  |
| -  | Spagna (bandiera)                                  | AP    | Enrique Suárez            | 1983 | 191 cm |        |  |

| Allenatore                                                        |
| - Javier Imbroda                                                  |
| Assistente/i                                                      |
| - Chus Mateo Legenda - (C) Capitano - (IN) Inattivo - Infortunato |

## Mercato

### Sessione estiva
| Acquisti | Acquisti         | Acquisti          | Acquisti      | Acquisti |
| R.a      | Nome             | da                | Modalità      |          |
| -------- | ---------------- | ----------------- | ------------- | -------- |
| A        | Álex Mumbrú      | Joventut Badalona | definitivo    |          |
| AC       | Derrick Alston   | Valencia          | definitivo    |          |
| GA       | Alain Digbeu     | Barcellona        | definitivo    |          |
| P        | Michael Hawkins  | Śląsk Breslavia   | definitivo    |          |
| C        | Alfonso Reyes    | Estudiantes       | definitivo    |          |
| P        | Lucas Victoriano | Lleida            | fine prestito |          |

| Cessioni | Cessioni            | Cessioni          | Cessioni       | Cessioni |
| R.       | Nome                | a                 | Modalità       |          |
| -------- | ------------------- | ----------------- | -------------- | -------- |
| G        | Alberto Angulo      | Lleida            | fine contratto |          |
| P        | Aleksandar Đorđević | Free agent        | fine contratto |          |
| GA       | Dušan Vukčević      | Mens Sana Siena   | fine contratto |          |
| C        | Éric Struelens      | Girona            | fine contratto |          |
| P        | Toñín Llorente      |                   | ritirato       |          |
| AG       | Iker Iturbe         | Estudiantes       | fine contratto |          |
| C        | Žan Tabak           | Joventut Badalona | fine contratto |          |
| P        | Raül López          | Utah Jazz         | fine contratto |          |
| P        | Stefano Attruia     | Virtus Bologna    | fine contratto |          |

### Dopo l'inizio della stagione
| Acquisti | Acquisti           | Acquisti            | Acquisti         | Acquisti   |
| R.       | Nome               | da                  | Data             | Modalità   |
| -------- | ------------------ | ------------------- | ---------------- | ---------- |
| P        | Damir Mulaomerović | Amici Pall. Udinese | 29 novembre 2002 | definitivo |
| P        | Roberto Núñez      | Fabriano Basket     | gennaio 2003     | definitivo |

| Cessioni | Cessioni        | Cessioni                | Cessioni         | Cessioni    |
| R.       | Nome            | a                       | Data             | Modalità    |
| -------- | --------------- | ----------------------- | ---------------- | ----------- |
| P        | Michael Hawkins | Ostenda                 | novembre 2002    | rescissione |
| C        | Maciej Lampe    | Universidad Complutense | 23 dicembre 2002 | prestito    |
| P        | Raúl Mena       | Rosalía de Castro       | gennaio 2003     | rescissione |